# Frits Schneiders
Frederik Jan Herman (Frits) Schneiders (Lemmer, 20 maart 1923 – Almelo, 28 januari 2002) was een Nederlandse politicus. Hij was lid van de CHU en later van het CDA. Schneiders was burgemeester van Vreeswijk, Leusden en Almelo.

## Loopbaan
Met ingang van 16 juni 1964 werd mr. Schneiders benoemd tot burgemeester van de toenmalige gemeente Vreeswijk. Hij was op dat moment adjunct-directeur tevens waarnemend rector van de stichting ‘Nijenrode’. Vervolgens werd hij met ingang van 16 juli 1968 benoemd tot burgemeester van de gemeente Leusden en waarnemend burgemeester van Stoutenburg dat een jaar later fuseerde met Leusden. Per 1 augustus 1970 volgde zijn benoeming tot burgemeester van Almelo. Hij volgde daar Hedzer Rijpstra op, die commissaris van de koningin werd in de provincie Friesland. Hij kreeg als burgemeester op 4 maart 1978 te maken met een van de grootste demonstraties van de antikernenergiebeweging. Tussen de 40.000 en 50.000 mensen lieten hun onvrede blijken met UCN (nu Urenco), een in Almelo gevestigde fabriek voor de productie van verrijkt uranium. Op 1 april 1988 nam hij afscheid als burgemeester vanwege zijn pensionering. In verband daarmee legde hij tevens het voorzitterschap neer van de Koninklijke Nederlandse Vereniging voor Brandweer en Hulpverlening, een functie die hij tien jaar had vervuld, en werd daarbij benoemd tot Ridder in de Orde van de Nederlandse Leeuw. Frits Schneiders bleef tot zijn overlijden in Almelo wonen.

## Familie
Schneiders werd geboren als zoon van de arts Louis Abraham Schneiders (1893-1956) en Anna Margaretha Dorothea Schlüter (1897-1992) en was een broer van schrijver en diplomaat mr. Abraham Louis Schneiders (1925-2020). Hij was getrouwd met Lisbeth Schönau die in 1983 op 49-jarige leeftijd overleed en met wie hij twee dochters en een zoon kreeg. Zijn zoon Bernt Schneiders was burgemeester van Haarlem.